# Ricasetron
Ricasetron (BRL-46470) là một loại thuốc hoạt động như một chất đối kháng chọn lọc ở thụ thể serotonin 5-HT3. Nó có tác dụng chống nôn như với các thuốc đối kháng 5-HT 3 khác, và cũng có tác dụng giải lo âu mạnh hơn đáng kể so với các thuốc liên quan khác, và ít tác dụng phụ hơn so với thuốc anxiolyrin. Tuy nhiên, nó chưa bao giờ được phát triển cho mục đích y tế.